# Симанский Лог
Сима́нский Лог — деревня в Струго-Красненском районе Псковской области России. Входит в состав Марьинской волости.

## География
В нескольких километрах от деревни расположен Ильинский источник.

## История
Названа в честь дворян Симанских, которым принадлежали окрестные деревни в XV веке. В XVI веке был построен храм имени Пророка Ильи, разрушенный в Смутное время.
С образованием Стругокрасненского района с 1927 до 1995 года деревня входила в Симанологский сельсовет, с января 1995 до января 2010 года — в Симанологскую волость. С 1 января 2010 года с упразднением Симанологской волости деревня входит в Марьинскую волость.

## Население
| 2001 | 2002 | 2010 | 2011 |
| ---- | ---- | ---- | ---- |
| 1    | ↗13  | ↘4   | ↗7   |